# Juan José Conde-Luque y Garay
Juan José Conde-Luque y Garay (Madrid, 18 de enero de 1875-Córdoba, 16 de enero de 1951), fue un jurista y político español.

## Biografía
Nacido en Madrid el 18 de enero de 1875, fue hijo único del catedrático y político cordobés Rafael Conde y Luque y de Florinda Garay Anduaga. Estudió Derecho en la misma facultad que su padre impartía la cátedra de Derecho Internacional. Gestionó las fincas y empresas familiares hasta que ocupó un asiento en el Congreso de los Diputados. Casó con Mercedes Herrero y Velázquez y tuvo cinco hijas. Heredó el título de conde de Leyva concedido por el rey a su padre en 1918. Murió en Córdoba el 16 de enero de 1951.

## Carrera política
Miembro del partido conservador por tradición familiar, es elegido diputado a Cortes por Jaén, distrito de Úbeda, el 8 de marzo de 1914. Fue reelegido en las elecciones del 9 de abril de 1916, por la circunscripción de Madrid. Cesó el 10 de enero de 1918 y se volvió a presentar a las elecciones del 1 de junio de 1919, por la circunscripción de Zamora, distrito de Alcañices. Toma posesión de su acta de diputado el 25 de junio de 1919, pero el Tribunal Supremo da curso a una impugnación presentada por el partido de Datista y le sustituye Antonio Cembrano y Muñoz el 26 de julio de 1919. Dejaba el Congreso de los Diputados y cerraba una etapa, etapa que sin embargo abría su primo Rafael Conde Jiménez como senador del Reino.
Juan José Conde-Luque fue también gobernador civil de Sevilla y gentilhombre de cámara de Alfonso XIII.